# HDCD
HDCD, sigla del inglés High Definition Compatible Digital, traducido como "Digital Compatible con Alta Definición", es una mejora en la codificación de los CD audio y fue recientemente una de las tecnologías compradas por Microsoft e implementada en Windows Media Player y algunos reproductores de DVD.
Fue desarrollado entre 1986 y 1991, siendo el lanzamiento al público en 1995.
HDCD tiene base CD+G al aprovechar 4 bits de los 16 estándares para una mejora considerable del audio.
Un HDCD es compatible con cualquier lector de CD de audio normal pero solo aquellos que tengan la posibilidad de decodificar los bits HDCD podrán mejorar el audio.
Títulos como American Pie, Celebration o GHV2 de Madonna, Lateralus de Tool, Nimrod de Green Day, Morrison Hotel de The Doors, Aquarius de Aqua, Pump Up The Valuum de NOFX, Avalancha de éxitos de Cafe Tacuba, The Golden Age of Grotesque de Marilyn Manson, This Is Where I Came In de The Bee Gees y The Black Parade Is Dead! de My Chemical Romance son algunos codificados con esta tecnología. Artistas como Mike Oldfield y Roxette tienen reeditada la mayoría de sus discos en HDCD.
La tecnología no viene habilitada de forma predeterminada en el Reproductor de Windows Media de Microsoft, basta con ir a la configuración del reproductor, elegir dispositivos, altavoces y activar la reproducción a 24 bits o HDCD, y está disponible en Windows XP Service Pack 2 y posteriores incluso Windows 11.
- Datos: Q1429314